# Redstone Arsenal

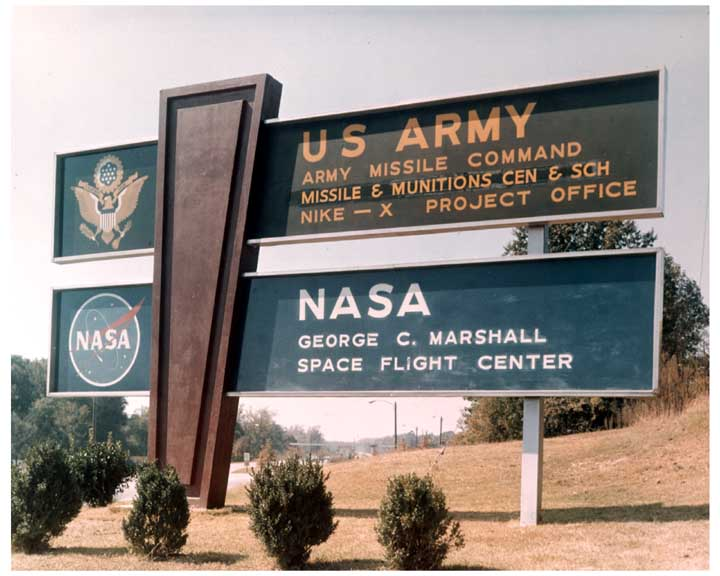
Redstone Arsenal

Redstone Arsenal i närheten av Huntsville i Alabama i USA är ett område som tillhör USA:s armé. Namnet Redstone kommer från omgivningens dominerade röda jord. 
Här finns högkvarteret för Army Materiel Command och flera tillhörande underorganisationer, men är idag framförallt känt som hem för NASA:s George C. Marshall Space Flight Center. 
Tyske vetenskapsmannen Wernher von Braun och hans team för utveckling av raketer kom till Redstone Arsenal 1950. 1960 överfördes deras verksamhet officiellt till NASA och George C. Marshall Space Flight Center för att ta upp kampen i Rymdkapplöpningen.
Här har även militära robotar utvecklats, bland annat eldenhet 97 HAWK som används i den svenska Försvarsmakten.